# (11102) Bertorighini
(11102) Bertorighini est un astéroïde de la ceinture principale.

## Description
(11102) Bertorighini est un astéroïde de la ceinture principale. Il fut découvert le 26 septembre 1995 à San Marcello Pistoiese par Luciano Tesi. Il présente une orbite caractérisée par un demi-grand axe de 2,58 UA, une excentricité de 0,12 et une inclinaison de 2,7° par rapport à l'écliptique.

## Compléments